# Táo nhám
Táo nhám hay táo rừng (danh pháp hai phần: Ziziphus rugosa) là một loài thực vật trong họ Táo. Loài này thuộc dạng cây gỗ nhỏ, thường xanh, có gai, cao tới 9 m, mọc ở khu vực đồi núi có độ cao dưới 1.400 m ở Trung Quốc (Hải Nam, Vân Nam), Ấn Độ, Lào, Myanmar, Sri Lanka, Thái Lan và Việt Nam.
Vỏ vậy và thân được dùng làm thuốc chữa bệnh lỵ ở Lào.